# لوكاس روزنتال
لوكاس روزنتال (بالألمانية: Lukas Rosenthal)‏ هو لاعب اتحاد الرغبي ألماني، ولد في 7 يوليو 1988.